# Ernst Finkemeyer
Ernst Finkemeyer (* 23. März 1935 in Osnabrück; † 7. August 1981 in Sölden) war ein deutscher Jurist und Politiker (SPD). Er war von 1974 bis 1981 Oberstadtdirektor der Stadt Essen.

## Leben
Der Sohn eines Feinmechaniker-Meisters besuchte in Osnabrück die Volksschule und das Gymnasium, wo er auch das Abitur machte. Ab 1955 studierte er Jura in Münster und München, wo er Mitglied der Studentenverbindungen ATV Westmark Münster und ATV München im ATB wurde. Er legte im Jahr 1959 sein erstes und 1965 sein zweites juristisches Staatsexamen ab. Ab 1966 war er als Justitiar bei der Stadt Essen tätig und promovierte im gleichen Jahr mit einer rechtsgeschichtlichen Arbeit mit dem Titel Verfassung, Verwaltung und Rechtspflege der Grafschaft Bentheim zur Zeit der Hannoverschen Pfandschaft 1753-1804.
Zwischen 1967 und 1971 war Finkemeyer Leiter der Essener Stadtkämmerei und nachfolgend persönlicher Referent des Oberstadtdirektors Karl-Heinz Rewoldt. Am 27. Februar 1974 wurde er einstimmig als dessen Nachfolger zum damals jüngsten Oberstadtdirektor der Bundesrepublik Deutschland gewählt. Die Amtseinführung erfolgte am 2. Mai 1974. Zuvor war er im Jahr 1972 zum Beigeordneten für das Dezernat für Stadtentwicklung berufen worden.
In seiner Eigenschaft als Oberstadtdirektor war er unter anderen in den Vorständen der Emschergenossenschaft, der Gelsenwasser AG, des Rheinischen Sparkassen- und Giroverbands, des Ruhrtalsperrenverein, des Ruhrverband, der Sparkasse Essen und des Verkehrsverbund Rhein-Ruhr sowie weiterer Gremien und Gesellschaften.
Ernst Finkemeyer starb im August 1981 infolge eines Unglücks während einer Bergtour in den Ötztaler Alpen in der Nähe von Sölden. Er ist auf dem Südfriedhof in Essen-Rüttenscheid gemeinsam mit seiner Frau Ursula (1938–2022) begraben.

## Würdigungen
Das Feuerlöschboot der Feuerwehr Essen wurde nach ihm benannt. Es ist an der Feuer- und Rettungswache 3 im Essener Stadthafen stationiert.